# Григорьевское (Первомайский район)
Григорьевское — деревня в Николо-Горском сельском округе Пречистенского сельского поселения Первомайского района Ярославской области России. 

## География
Расположено недалеко от устья реки Сонжа.

## История
Согласно Спискам населенных мест Ярославской губернии по сведениям 1859 года владельческая деревня Григорьевское относилась к 1 стану Любимского уезда Ярославской губернии. В ней числилось 33 двора, проживало 42 мужчины и 77 женщин.

## Население
| 2007 | 2010 |
| ---- | ---- |
| 2    | ↘0   |